# 川鄂鹅耳枥
川鄂鹅耳枥（学名：Carpinus hupeana），为桦木科鹅耳枥属的植物，为中国的特有種，分布於隴東、貴西、河南、鄂北、陝南、川東、雲南，生長於海拔1600至2900公尺的溫帶森林，目前尚未由人工引种栽培。